# Иодат ртути(II)
Иодат ртути(II) — неорганическое соединение,
соль ртути и иодноватой кислоты
с формулой Hg(IO3)2,
белые кристаллы,
не растворяется в воде.

## Физические свойства
Иодат ртути(II) образует белые (или светло-жёлтые) кристаллы нескольких модификаций
- α-Hg(IO3)2, образуются при осаждении их растворов, подкисленных иодноватой кислотой;
- β-Hg(IO3)2, моноклинная сингония, пространственная группа P 21, параметры ячейки a = 0,57818 нм, b = 0,56077 нм, c = 0,89849 нм, β = 102,890°, Z = 2, получен гидротермальным синтезом [1].

Не растворяется в воде.